# Saal Kwatschatadse
Saal Kwatschatadse (georgisch ზაალ კვაჭატაძე, englische Transkription: Zaal Kvachatadze; * 17. August 1990) ist ein georgischer Boxer.

## Karriere
Kwatschatadse gewann im August 2006 die Silbermedaille bei den Kadetten-Weltmeisterschaften in der Türkei. Er besiegte Nuttabut Tocmeratoke aus Thailand, Park Sung-soo aus Südkorea und Samuel Dipace aus den USA, ehe er im Finale gegen Alexander Wolkow aus Russland unterlag. 2011 gewann er zudem eine Bronzemedaille bei den Europameisterschaften in der Türkei. Nach Siegen gegen Mohamed Sder aus Belgien, Denis Lasarew aus der Ukraine und William McLaughlin aus Irland, schied er im Halbfinale gegen den Waliser Fred Evans aus.
Bei den Weltmeisterschaften 2011 in Aserbaidschan schlug er in der Vorrunde Ilyas Abbadi aus Algerien, verlor aber anschließend gegen den Türken Önder Şipal. In der Saison 2011/2012 kämpfte er im Team Los Angeles Matadors in der World Series of Boxing, verlor jedoch seine beiden Kämpfe gegen Hanati Silamu von den Astana Arlans und William McLaughlin von Milano Thunder.
Im Dezember 2012 nahm er an den U22-Europameisterschaften in Russland teil, besiegte Hrajr Matewosijan aus Armenien, Simeon Chamow aus Bulgarien und Pavel Kostromin aus Belarus, ehe er sich erst im Finale gegen Artem Selenkowski aus Russland geschlagen geben musste. 2013 und 2014 wurde er Georgischer Meister, erreichte den fünften Platz bei den Europameisterschaften 2013 in Belarus (Sieg gegen Borna Katalinić aus Kroatien, Niederlage gegen Araik Marutjan aus Deutschland) und nahm an den Weltmeisterschaften 2013 in Kasachstan teil, wo er nach einem Sieg gegen Tharindu Madushanka aus Sri Lanka erneut gegen Fred Evans ausschied.
Im April 2014 gewann er das Feliks Stamm Tournament in Polen mit Siegen gegen Jose Alday aus den USA, Pawel Kostromin aus Belarus und Damian Kiwior aus Polen. Bei den Europameisterschaften 2015 in Samokow besiegte er Tomas Pivorun aus Litauen, Andrej Baković aus Slowenien und Arman Hovhikyan aus Armenien, ehe er im Halbfinale gegen Pjotr Chamukow aus Russland unterlag und mit einer Bronzemedaille ausstieg.
Bei den Weltmeisterschaften 2015 in Doha verlor er den Vorrundenkampf gegen Bektemir Meliqoʻziyev aus Usbekistan. In der Vorrunde der Europameisterschaften 2017 schied er gegen Marian Pita aus.